# Leigneux
Leigneux és un municipi francès situat al departament del Loira i a la regió d'Alvèrnia-Roine-Alps. L'any 2007 tenia 345 habitants.

## Demografia

### Població
El 2007 la població de fet de Leigneux era de 345 persones. Hi havia 146 famílies de les quals 40 eren unipersonals (20 homes vivint sols i 20 dones vivint soles), 55 parelles sense fills i 51 parelles amb fills.
La població ha evolucionat segons el següent gràfic:
Habitants censats

### Habitatges
El 2007 hi havia 190 habitatges, 145 eren l'habitatge principal de la família, 33 eren segones residències i 12 estaven desocupats. 174 eren cases i 16 eren apartaments. Dels 145 habitatges principals, 115 estaven ocupats pels seus propietaris, 30 estaven llogats i ocupats pels llogaters i 1 estava cedit a títol gratuït; 3 tenien dues cambres, 19 en tenien tres, 44 en tenien quatre i 79 en tenien cinc o més. 100 habitatges disposaven pel capbaix d'una plaça de pàrquing. A 71 habitatges hi havia un automòbil i a 53 n'hi havia dos o més.

### Piràmide de població
La piràmide de població per edats i sexe el 2009 era:
| Homes | Edats   | Dones |
| ----- | ------- | ----- |
| 0     | 95 o +  | 0     |
| 0     | 90 a 94 | 0     |
| 4     | 85 a 89 | 0     |
| 0     | 80 a 84 | 0     |
| 8     | 75 a 79 | 8     |
| 12    | 70 a 74 | 16    |
| 12    | 65 a 69 | 16    |
| 16    | 60 a 64 | 8     |
| 12    | 55 a 59 | 16    |
| 12    | 50 a 54 | 8     |
| 16    | 45 a 49 | 16    |
| 12    | 40 a 44 | 12    |
| 4     | 35 a 39 | 8     |
| 0     | 30 a 34 | 8     |
| 16    | 25 a 29 | 8     |
| 12    | 20 a 24 | 12    |
| 16    | 15 a 19 | 16    |
| 0     | 10 a 14 | 12    |
| 8     | 5 a 9   | 4     |
| 0     | 0 a 4   | 4     |

## Economia
El 2007 la població en edat de treballar era de 204 persones, 142 eren actives i 62 eren inactives. De les 142 persones actives 133 estaven ocupades (77 homes i 56 dones) i 9 estaven aturades (3 homes i 6 dones). De les 62 persones inactives 27 estaven jubilades, 14 estaven estudiant i 21 estaven classificades com a «altres inactius».

### Ingressos
El 2009 a Leigneux hi havia 163 unitats fiscals que integraven 386 persones, la mediana anual d'ingressos fiscals per persona era de 15.257 €.

### Activitats econòmiques
Dels 12 establiments que hi havia el 2007, 1 era d'una empresa extractiva, 1 d'una empresa de fabricació d'elements pel transport, 3 d'empreses de construcció, 3 d'empreses de comerç i reparació d'automòbils, 2 d'empreses d'hostatgeria i restauració i 2 d'empreses de serveis.
Dels 4 establiments de servei als particulars que hi havia el 2009, 1 era una lampisteria, 2 electricistes i 1 restaurant.
L'any 2000 a Leigneux hi havia 7 explotacions agrícoles que ocupaven un total de 153 hectàrees.

## Equipaments sanitaris i escolars
El 2009 hi havia una escola elemental integrada dins d'un grup escolar amb les comunes properes formant una escola dispersa.

## Poblacions més properes
El següent diagrama mostra les poblacions més properes.